# إحصاءات الطاقة
إحصاءات الطاقة تشير إلى جمع وتصنيف وتحليل ونشر بيانات عن سلع مثل الفحم أو النفط الخام أو الغاز الطبيعي أو الكهرباء أو مصادر الطاقة المتجددة (الكتلة الحيوية أو الطاقة الحرارية الأرضية أو طاقة الرياح أو الطاقة الشمسية)، عند استخدامها للحصول على الطاقة التي تحتويها. إن الطاقة هي قدرة بعض المواد، نتيجة خصائصها الفيزيائية والكيميائية، على بذل شغل أو توليد حرارة. وتطلق بعض سلع الطاقة، المسماة وقود، محتواها من الطاقة كحرارة عند الاحتراق. ويمكن استخدام هذه الحرارة لتشغيل محرك احتراق داخلي أو محرك احتراق خارجي.

أصبحت الحاجة إلى عمل إحصاءات عن سلع الطاقة واضحة للغاية خلال حظر النفط 1973 الذي أدى إلى ارتفاع سعر النفط عشرة أضعاف. وقبل هذا الحظر، لم تكن الحاجة لبيانات دقيقة عن العرض والطلب العالميين للطاقة أمرًا هامًا. واهتمام آخر بشأن إحصاءات الطاقة اليوم هو وجود فجوة كبيرة في استخدام الطاقة بين الدول المتقدمة والدول النامية. وكلما ضاقت الفجوة (انظر الصورة)، زاد الضغط على إمدادات الطاقة بشكل كبير.

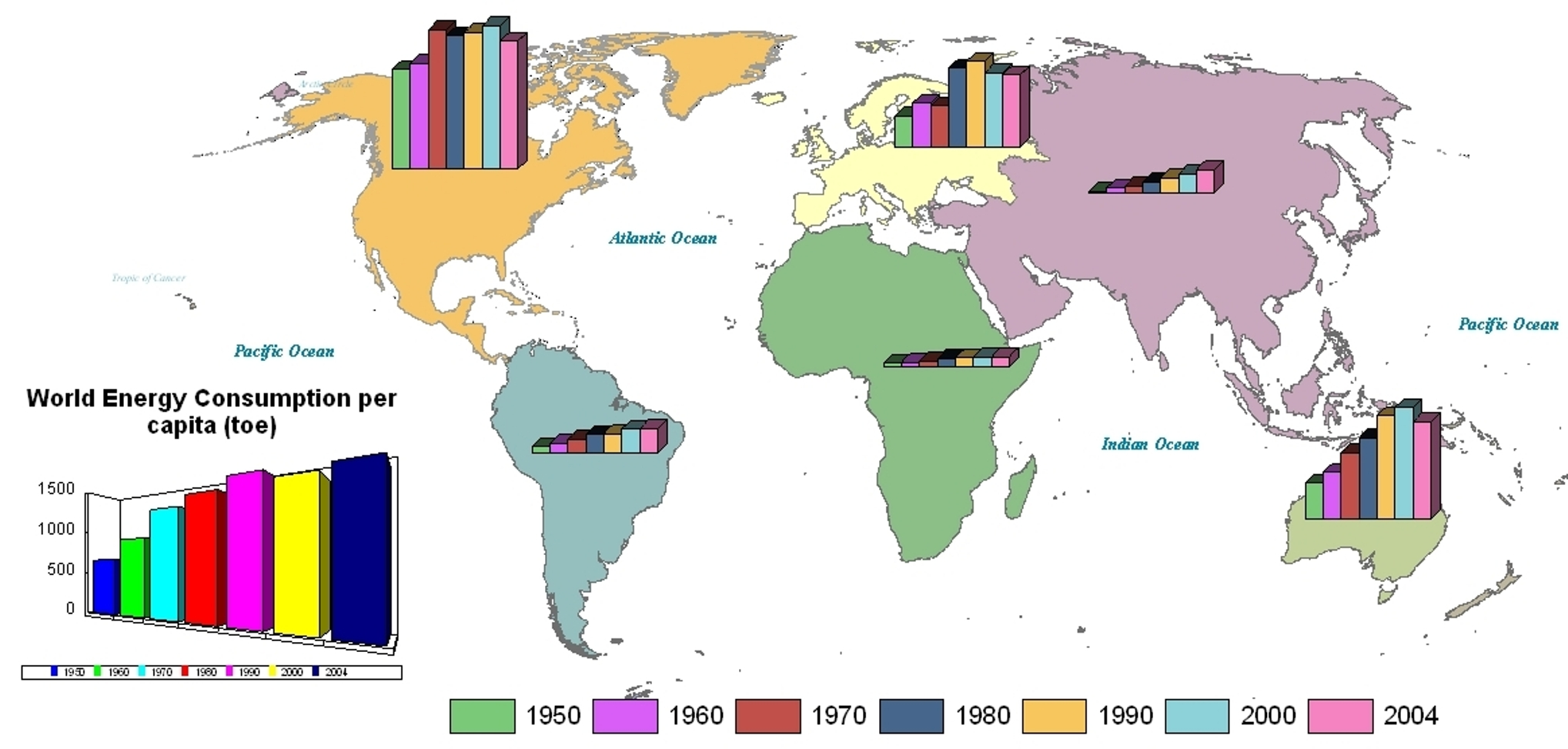
استهلاك الطاقة العالمي لكل فرد 1950-2004

تأتي بيانات الطاقة والكهرباء من ثلاثة مصادر رئيسية:
- قطاع صناعة الطاقة
- قطاعات صناعية أخرى ("المنتج المستقل")
- المستهلكون

تقاس تدفقات سلع الطاقة وتجارتها بكل من الوحدت الفيزيائية (مثل، الطن)، و عند حساب أرصدة الطاقة، تقاس بوحدات الطاقة (مثل، تيراجول أو طن نفط مكافئ). وما يجعل إحصاءات الطاقة محددة ومختلفة عن غيرها من مجالات الإحصاءات الاقتصادية هو حقيقة أن سلع الطاقة تخضع لعدد أكبر من التحولات (التدفقات) من السلع الأخرى. وفي هذه التحولات، يتم الحفاظ على الطاقة، كما هو معرّف خلال وفي إطار حدود قانون الديناميكا الحراري الأول وقانون الديناميكا الحراري الثاني.